# محافظة مندوزا
محافظة مندوسا هي إحدى محافظات الأرجنتين تنقسم إلى 18 مقاطعة صغيرة يطلق عليها اسم حزب.

## أعلام
- مارتن فيلايونغا
- ايمانويل غارسيا
- روبرتو خوان مارتينيز
- خوسيه منديز

## روابط إضافية
- Official site (Spanish)
- Mendoza Ministry of Tourism and Culture (in Spanish)
- Discover Mendoza - Turism in Mendoza (in Spanish)
- Universidad Nacional de Cuyo (in Spanish)
- Map of Mendoza
- Pictures of Mendoza and its wine regions
- Wines of Mendoza نسخة محفوظة 17 أكتوبر 2007 at Archive.is on Vinismo نسخة محفوظة 27 فبراير 2011 على موقع واي باك مشين.